# Shellshock 2: Blood Trails
『Shellshock 2: Blood Trails』（シェルショック・ツー ブラッド・トレイルズ）は、Rebellion Developmentsによって開発され、アイドスによって販売されているFPS。対応機種はPlayStation 3、Xbox 360、Microsoft Windows。ゲリラゲームズが開発し2004年にアイドスから発売された『Shellshock: Nam '67』の続編である。本作は2009年2月にリリースされた。

## 概要
『Shellshock 2: Blood Trails』はベトナム戦争を舞台とするホラーFPSである。主人公ネイトはアメリカ陸軍の兵士であり、バイオハザードを起こしたアメリカ軍の細菌兵器「WhiteKnight」を巡る戦いに巻き込まれていく。北ベトナム軍やベトコンだけではなく、WhiteKnightに感染した兵士がゾンビとして現れ、ネイトの行く手を阻むことになる。
人体欠損描写など過激な残虐描写が特徴だが、多くのレビューサイトでは操作性の悪さやプレイ時間の短さなどを理由に低評価を下されている。

## ストーリー
1969年、ベトナム戦争の最中、機密貨物WhiteKnightを空輸していたアメリカ軍の輸送機が撃墜され、カンボジアのジャングルに墜落する。これを回収するために、カレブ・"カール"・ウォーカー軍曹（Caleb "Cal" Walker）率いる特殊作戦チームが派遣されるが、彼らはまもなく消息を絶った。
1ヵ月後、精神に異常を来したカールのみがプレイク高地の米軍基地へ帰還を果たす。ジャック・グリフィン軍曹（Jack Griffin）はカールを説得させようと、カールの弟であるナサニエル・"ネイト"・ウォーカー二等兵（Nathaniel "Nate" Walker）を基地へ呼び寄せた。ネイトはジャックに案内されて正気を失ったカールと対面するが、その直後に北ベトナム軍とベトコンによる攻撃が始まり、基地全体が混乱する中でカールは数人の兵士を殺害して逃げ出してしまった。
実はWhiteKnightとは人間を凶暴化させる実験段階の細菌兵器だった。カールは回収任務の際、WhiteKnightに感染していた輸送機乗員に襲われ、自らも感染してしまったのである。プレイク高地への攻撃を指揮していた北ベトナム軍の将校グエン・バン・トラン（Nguyen Van Trang）もまたWhiteKnightの存在を察知しており、この攻撃は感染者であるカールの奪取を狙ったものだった。
ネイトは北ベトナム軍やベトコン、そしてWhiteKnightの感染者と戦いながら、グリフィンやその他のアメリカ兵による助けを得てカールの後を追うのであった。

## 登場人物
- ナサニエル・"ネイト"・ウォーカー
- カレブ・"カール"・ウォーカー
- ジャック・グリフィン
- グエン・バン・トラン

## 開発
Rebellion社のCEOであるジェイソン・キングスレイによれば、本作はRebellionの子会社Rebellion Derbyが買収前、すなわちアイドスの子会社Core Designであった頃から開発を続けていたタイトルだとされる。